# Юсупов, Шаймардан
Шаймардан Юсупов — советский хозяйственный, государственный и политический деятель, Герой Социалистического Труда.

## Биография
Родился в 1920 году в Дюшамбинском тюмене Дюшамбинского вилайета. Член КПСС с 1943 года.
С 1940 года — на хозяйственной, общественной и политической работе. В 1940—1961 гг. — бухгалтер районного потребсоюза Варзобского района, участник Великой Отечественной войны, первый секретарь Варзобского райкома ЛКСМ Таджикистана, секретарь, второй секретарь Курган-Тюбинского райкома партии, секретарь ЦК ЛКСМ Таджикистана, первый секретарь Кокташского, Сталинабадского, Гиссарского райкомов Компартии Таджикистана.
Указом Президиума Верховного Совета СССР от 17 января 1957 года присвоено звание Героя Социалистического Труда с вручением ордена Ленина и золотой медали «Серп и Молот».
Избирался депутатом Верховного Совета Таджикской ССР.
Умер после 1962 года.